# Theobroma simiarum
Theobroma simiarum är en malvaväxtart som beskrevs av John Donnell Smith. Theobroma simiarum ingår i släktet Theobroma och familjen malvaväxter. Inga underarter finns listade i Catalogue of Life.